# Pavel Novotný (Fußballspieler)
Pavel Novotný (* 14. September 1973 in Kroměříž) ist ein ehemaliger tschechischer Fußballspieler.

## Karriere
Novotný begann bei Spartak Hulín, mit 15 Jahren wechselte er zu TJ Gottwaldov.
1991 verpflichtete ihn Slavia Prag, für das er in der 1. Tschechoslowakischen Liga debütierte. Von 1992 bis 1993 spielte er im Rahmen seinen Wehrdienstes für Union Cheb. Anschließend spielte er wieder für Slavia, bis 1997 machte er 102 Spiele, dabei traf der Verteidiger 17 Mal.
1996 wurde er, ohne ein einziges Länderspiel gemacht zu haben, von Trainer Dušan Uhrin für die Europameisterschaft nominiert. Dort gab er im Halbfinale gegen Frankreich sein Debüt im tschechischen Nationaldress.
Der 1,95 Meter große Novotný, wegen seiner langen Beine auch Čáp (tschechisch für „Storch“) genannt, wurde 1997 vom VfL Wolfsburg verpflichtet, für den er 15 Bundesligaspiele absolvierte. Über die Rolle eines Reservisten kam er aber nicht hinaus. Er wechselte zu Sparta Prag. In der Saison 1998/99 kam er in eine hervorragende Form, verpasste nur drei Saisonspiele und wurde ein zweites Mal in der Tschechischen Nationalmannschaft eingesetzt. Allerdings blieben die 20 Minuten beim 1:0-Sieg in Brüssel gegen Belgien seine letzten in der Landesauswahl.
In seiner zweiten Saison bei Sparta kam er nur noch auf zwölf Spiele.
2001 ging er zurück zu Spartas größtem Rivalen Slavia Prag, wo er, vor allem aufgrund von Verletzungsproblemen, nicht mehr Fuß fassen konnte. In zwei Spielzeiten absolvierte er nur sieben Partien. 2003 wurde er an den Zweitligisten Bohemians Prag ausgeliehen, er machte aber 2003/04 nur fünf Spiele. 2004/05, inzwischen vertragslos, trainierte er immer noch bei Bohemians, aber Verletzungen ließen keinen Spieleinsatz mehr zu. In jener Saison war er auch als Trainerassistent bei Bohemians tätig. Erst 2005 erlaubte seine Gesundheit wieder mehr, er wechselte zu Xaverov Horní Počernice und machte dort noch einige Spiele. Im Sommer 2006 beendete Novotný seine Karriere.